# Hillal Sor
Hillal Sor is een Belgisch syndicalist. Sinds 2018 is Sor algemeen secretaris van de Franstalige metaalbewerkerscentrale MWB van het ABVV. Voordien was hij adviseur bij het ABVV.